# Gaspare Viviani
Gaspare Viviani (falecido a 25 de janeiro de 1605) foi um prelado católico romano que serviu como Bispo de Anagni de 1579 a 1605, Bispo de Hierapetra et Sitia de 1571 a 1579 e Bispo de Sitia de 1556 a 1571.

## Sucessão episcopal
Enquanto bispo, foi o co-consagrador principal de:
- Giovanni Battista Soriani, Bispo de Bisceglie (1576);
- Giovanni Battista Ansaldo, Bispo de Cariati e Cerenzia (1576);
- Giovanni Bernardino Grandopoli, Bispo de Lettere-Gragnano (1576);
- Miguel Thomàs de Taxaquet, Bispo de Lérida (1577); e
- Mario Bolognini, Arcebispo de Lanciano (1579).